# Денга грозница
Денга грозница је инфекција коју изазива вирус денга. Комарац преноси (или шири) вирус денга. Денга грозница је такође позната под називом костоломна грозница, јер изазива толико снажне болове да оболели имају осећај да им неко ломи кости. Неки од симптома денга грознице су грозница, главобоља, кожни осип који личи на мале богиње и бол у мишићима и зглобовима. Код малог броја особа, денга грозница може прерасти у један или два облика који су опасни по живот. Први облик је денга хеморагична грозница, која изазива крварење, цурење крви из крвних судова и низак ниво крвних плочица (које изазивају згрушавање крви). Други облик је денга шок синдром, који изазива опасно низак крвни притисак.
Постоје четири различите врсте вируса денга. Када се особа зарази једним од њих, она је обично заштићена од тог типа до краја живота. Међутим, та особа ће бити заштићена од остала три типа вируса у кратком временском периоду. Ако се касније зарази једним од три типа вируса, већа је вероватноћа да ће имати озбиљних проблема.
Не постоји вакцина која људе штити од заразе вирусом денга. Постоји неколико начина како се људи могу заштитити од заразе денга грозницом. Људи се могу заштитити од комараца и ограничити број уједа. Научници такође предлажу смањивање величине станишта комараца као и смањење броја комараца. Након инфекције денга грозницом, оболели се обично може опоравити узимањем довољно течности, уколико је инфекција слаба или средње јачине. Уколико је код оболелог присутан тежи облик болести, потребно је уношење течности интравенским путем (течности се уводе у вену, користећи иглу и бризгалице) или трансфузија крви (крв донира друга особа).
Од 1960-их, повећан је број особа које обољевају од денга грознице. Обољење је постало проблем широм света од Другог светског рата. Појављује се у више од 100 држава. Годишње, око 50–100 милиона људи оболи од денга грознице.
Људи раде на вакцини и лековима за директно лечење од вируса. Људи такође чине различите ствари како би се ослободили комараца.
Први пут денга грозница се помиње 1779. године. Почетком 20. века, научници су сазнали да ову болест изазива вирус денга као и да се преноси (или шири) преко комараца.

## Знаци и симптоми
Око 80% људи (или 8 од 10) који су заражени вирусом денга немају симптоме, или имају благе симптоме (као што је стандардна грозница). Око 5% заражених особа (или 5 од 100) постају озбиљно болесни. Код малог броја ових особа, обољење је опасно по живот. Симптоми се појављују између 3 и 14 дана након што је особа била изложена вирусу денга. Најчешће, симптоми се појављују након 4 до 7 дана. Стога, ако се особа врати из подручја где је денга грозница честа, и добије грозницу или други симптом након више од 14 дана по повратку, та особа вероватно нема денга грозницу.
Често, када се деца добију денга грозницу, њихови симптоми су исти као и код прехладе или гастроентеритиса (или стомачног грипа; на пример, повраћање и пролив). Међутим, већа је вероватноћа да деца имају већих проблема у случају да оболе од денга грознице.

### Клинички ток
Класични симптоми денга грознице су грозница која почиње нагло; главобоља (обично иза очију); осип; и болови у мишићима и зглобовима. Надимак ове болести, „костоломна грозница“, описује јачину ових болова. Денга грозница се одвија у три фазе: фебрилна фаза, критична фаза и опоравак.
У фебрилној фази, оболела особа обично има високу температуру. („Фебрилно“ значи да особа има температуру.) Ова температура често може бити већа од 40 °C. Особа такође може имати генерализоване болове и главобољу. Фебрилна фаза обично траје од 2 до 7 дана. У овој фази, око 50 до 80% особа које имају симптоме добијају осип. Првог или другог дана, осип може изгледати као иритирана (црвена) кожа. Касније током болести (од 4. до 7. дана), осип може изгледати налик малим богињама. Мале црвене тачке (петехије) се могу појавити на кожи. Ове тачкице се не нестају када се кожа притисне. Њихову појаву изазивају напрсли капилари. Код особе се такође може појавити благо крварење из слузокоже уста и носа. Сама температура обично престаје (снижава се) и враћа се на један или два дана. Међутим, овај образац се разликује од особе до особе.
Код неких особа, болест прелази у критичну фазу након пада високе температуре. Критична фаза обично траје 1 до 2 дана. Током ове фазе, течност се може сакупити у грудима и абдомену. Ово се дешава услед цурења малих крвних судова. Течност се нагомилава, и више не циркулише телом. То значи да витални (најважнији) органи не добијају нормалну количину крви. Због тога, органи не раде правилно. Код оболеле особе такође може доћи до озбиљног крварења (обично из гастроинтестиналног тракта.)
Код мање од 5% особа оболелих од денга грознице се јавља циркулаторни шок, шок синдром денга и хеморагијска денга грозница. Ако је оболела особа раније боловала од другог типа денга грознице („секундарна инфекција“), већа је вероватноћа да ће се код њих јавити озбиљнији проблеми.
У фази опоравка, течности које су изашле из крвних судова се враћају у крвоток. Ова фаза обично траје 2 до 3 дана. Током ње, оболела особа почиње знатно боље да се осећа. Међутим, код њих се може јавити снажан свраб и смањена брзина пулса. Током ове фазе, особа може доћи у стање прекомерне количине течности (у коме се прекомерна количина течности враћа у крвоток.) Уколико то буде утицало на мозак, може изазвати нападе или променити ниво свести (размишљање, свесност и понашање могу бити другачији него уобичајено).

### Удружени проблеми
Повремено, денга грозница може утицати и на друге системе у телу. Оболела особа може имати независне симптоме, или праћене класичним симптомима денга грознице. Смањени ниво свести јавља се у 0,5% до 6% случајева. Ово се може догодити када вирус денга изазове инфекцију у мозгу. Такође се може догодити када витални органи, као што је јетра, не раде правилно.
Други неуролошки поремећаји (поремећаји који утичу на мозак и нерве) су примећени код особа оболелих од денга грознице. На пример, денга грозница може изазвати трансверзални мијелитис и Гијен-Бареов синдром. Иако се то скоро никада не догађа, денга грозница може изазвати инфекцију срца и инсуфицијенцију јетре.

## Узрок
Грозницу денга изазива вирус денга. У научном систему који додељује називе и класификује вирусе, вирус денга је део породице „Флавивирида“ и рода „Флавивируса“. Други вируси такође припадају истој породици и изазивају обољења код људи. На пример, вирус жуте грознице, вирус Западног Нила, вирус енцефалитиса Сент Луис, вирус јапанског енцефалитиса, крпељни менингоенцефалитис, вирус кјасанурске шумске болести и омска хеморагијска болест припадају породици „Флавивирида“. Већина ових вируса се шири преко комараца или крпеља.

### Преношење
Вирус денга се преноси (или шири) углавном преко комараца врсте „Едес“, нарочито типа „Едес египти“. Ови комарци обично живе на географској ширини од 35° северно и 35° јужно, испод надморске висине од 1000 m. Они уједају углавном током дана. Један ујед може заразити особу.
Понекад, комарци се могу заразити вирусом денга од људи. Ако женски комарац уједе заражену особу, он може добити вирус денга. Вирус испрва живи у ћелијама које оивичавају стомак комарца. Око 8 до 10 дана касније, вирус се шири ка пљувачним жлездама комарца, које производе пљувачку. То значи да је пљувачка коју комарац производи заражена вирусом денга. Стога, приликом уједа, заражена пљувачка комарца се преноси на човека и она може заразити ту особу. Сматра се да вирус не изазива проблеме код инфицираних комараца, који остају заражени до краја живота. Највећа вероватноћа за ширење денга грознице је путем комарца „Едес египти“. Разлог је то што он воли да живи у близини људи и храни се крвљу људи уместо животиња.
Денга грозница се такође може ширити преко заражених крвних производа и путем донираног органа. Ако особа заражена вирусом денга донира крв или орган, који се потом дају другој особи, та особа може добити денга грозницу од донатора крви или органа. У неким државама, попут Сингапура, денга грозница је честа. У овим државама, између 1,6 и 6 трансфузија крви од 10.000 шири денга грозницу. Вирус денга се такође може ширити са мајке на дете током трудноће или након рођења детета. Грознице денга се обично не шири на друге начине.

### Ризици
Бебе и мала деца са вирусом денга подложнија су од одраслих да се озбиљно разболе. Добро ухрањена (здрава деца која се добро хране) пре ће се разболети. (По овоме се денга разликује од многих других инфекција, које се обично јављају у тежем облику код деце која су неухрањена, лошег здравља или која се не хране добро.) Жене су такође подложније од мушкараца да се озбиљно разболе. Денга може да буде опасна по живот за људе који болују од хроничних (дуготрајних) болести, као што су дијабетес и астма.

## Механизам
Кад комарац уједе особу, његова пљувачка продире у кожу. Ако је комарац заражен денгом, вирус се налази у његовој пљувачки. Тако да када комарац уједе особу, вирус улази у организам човека заједно са пљувачком. Вирус се везује за бела крвна зрнца и продире у њих. (Бела крвна зрнца служе за одбрану организма од штетних утицаја, као што су инфекције.) Приликом кретања белих крвних зрнаца кроз организам, вирус се размножава (или умножава). Као одговор, бела крвна зрнца стварају мноштво сигналних протеина (такозваних цитокина), као што су интерлеукини, интерферони и фактори некрозе тумора. Ови протеини изазивају високу температуру, симптоме који личе на грип и тешке болове који се јављају код денге.
Ако особа има тешку (озбиљну) инфекцију, вирус се брже размножава у телу. Услед велике количине вируса, многи органи су погођени (као нпр. јетра и коштана срж). Течност из крвотока се преноси кроз зидове малих крвних судова до телесних дупљи. Отуда је мања циркулација крви у крвним судовима (или мање крви тече кроз тело). Крвни притисак се толико снижава да срце не може да снабде довољном количином крви виталне (најважније) органе. Такође, коштана срж није у стању да произведе довољно тромбоцита, који су неопходни за згрушавање крви. Без довољне количине тромбоцита, јавља се крварење код заражене особе. Крварење је најтежа компликација код денге (најозбиљнији проблем који настаје услед болести).

## Дијагноза
Обично се дијагноза денге поставља у здравственим установама након прегледа инфициране особе и утврђивањем симптома који одговарају овој болести. Посебно су лекари, у областима где се ова болест чешће јавља, у стању да поставе дијагнозу на овај начин. Ипак, када је денга у почетном стадијуму, тешко је уочити разлике између ове болести и других вирусних инфекција (инфекција изазваних вирусима). Особа је вероватно заражена денгом ако, има високу температуру и два од следећих симптома: мучнину и повраћање; осип; генерализовани бол (бол по целом телу); ниску вредност (или број) белих крвних зрнаца; или позитиван тест осетљивости капилара. Било који од ових упозоравајућих знакова, уз високу температуру, обично указују да особа има денгу у областима где је болест уобичајена.
Знаци упозорења се обично јављају пре него што болест постане тешка. Тест осетљивости капилара је користан кад ниједна друга лабораторијска анализа не може да се уради. Овај тест се изводи тако што лекар обмота траку апарата за мерење крвног притиска око руке пацијента и остави је да стоји пет минута. Потом броји црвене тачкице на кожи. Велики број црвених тачкица указује да пацијент им денга грозницу.
Тешко је утврдити разлике између денга грознице и чикунгуње. Чикунгуња је слична вирусна инфекција која има многе исте симптоме као код денге и јавља се у истим деловима света. Денга такође може да има неке симптоме својствене другим болестима, као што су маларија, лептоспироза, тифусна грозница и менингококна болест. Пре него што постави дијагнозу да пацијент болује од денге, лекар ће најпре извршити анализе како би се утврдило да није реч о некој од ових поменутих болести.
Када особа има денгу, прва промена која се може видети у лабораторијским анализама, јесте ниска вредност (смањен број) белих крвних зрнаца. Ниска вредност тромбоцита и метаболичка ацидоза такође су знаци денге. Ако особа има тежак облик денге, ту су још неке промене које се могу видети из анализе крви. Тешки облик денге узрокује истицање течности из крвотока. То доводи до хемоконцентрације (стања у којем је присутно мање плазме - течног дела крви, и више црвених крвних зрнаца у крви). Такође, узрокује снижење нивоа албумина у крви.
Понекад тежи облик денге узрокује велике плеуралне изливе (скупљање течности око плућа) или асцит (скупљање течности у трбушној дупљи). У случајевима где су ови изливи довољно велики, лекар ће их приметити при самом прегледу пацијента. Лекар може да дијагностикује синдром денга шока у раној фази уколико је у прилици да користи ултразвук да би открио накупљање течности у телу. Али у многим областима где је денга уобичајена, већина здравствених радника и центара не располаже ултразвучним апаратима.

### Класификација
Године 2009., Светска здравствена организација (СЗО) је извршила класификацију, то јест поделу, денга грознице на два типа: некомпликовани облик и тежак облик. Пре тога, 1997. године, СЗО је поделила болест на недиференцирану грозницу, денга грозницу и хеморагијску денга грозницу. СЗО је закључила да ова стара подела денге треба да буде поједностављена. Такође је закључила да је стара подела постављала превише ограничења: у њој нису били укључени сви облици у којима се денга јавља. Иако је класификација денге званично промењена, стара подела се још увек често користи.
У старој класификацији СЗО, хеморагијска денга грозница је подељена на четири фазе, то јест I–IV стадијума:
- У I стадијуму, особа има високу температуру. Такође јој се лако јављају модрице или има позитиван тест осетљивости капилара.
- У II стадијуму, јављају се крвни подливи на кожи и на другим деловима тела.
- У III стадијуму, особа показује знаке циркулаторног шока.
- У IV стадијуму, особа доживљава шок, у ком јој се не могу измерити крвни притисак и пулс.[22] Стадијуми III i IV називају се „синдром денга шока“.[21][22]

### Лабораторијске анализе
Денга грозница може да се дијагностикује путем микробиолошких лабораторијских анализа. Примењује се неколико различитих анализа. Једном анализом (изолација вируса) врши се изолација (или издвајање) вируса денге у културама (или узорцима) ћелија. Другом анализом (откривање нуклеинске киселине) трага се за нуклеинским киселинама из вируса помоћу технике која се назива полимерна ланчана реакција (ПЛР). Трећа анализа (откривање антигена) детектује антигене из вируса. Следећа анализа открива у крви антитела које ствара организам да би се одбранио против вируса денге. Анализе за изолацију вируса и откривање нуклеинске киселине корисније су од откривања антигена. Међутим, ове анализе су скупље, па зато нису доступне у многим местима. Кад је денга у раној фази развоја болести, све ове анализе могу да показују негативне резултате (тј. да показују да особа није заражена вирусом).
Осим анализе антитела, ове лабораторијске анализе помажу да се дијагностикује денга грозница у акутном (почетном) облику болести. Међутим, анализом антитела се може потврдити да особа има денгу у каснијим фазама инфекције. Организам производи посебна антитела за борбу са вирусом денга после пет до седам дана.

## Превенција
Не постоје одобрене вакцине којима би се спречило да се људи заразе вирусом денга. У циљу превенције инфекције, Светска здравствена организација (СЗО) препоручује контролу популације комараца и заштиту од њиховог уједа.
СЗО препоручује програм за превенцију денге (под називом „Интегрисана векторска контрола") који се састоји од пет различитих делова: 
- Заступништво, подизање друштвене свести и легислација (закони) треба да се искористе како би се ојачале јавне здравствене организације и заједнице.
- Треба да постоји сарадња међу свим секторима друштва. Ту спада јавни сектор (као што је влада), приватни сектор (као што су пословне компаније и корпорације) и област здравствене заштите.
- Сви начини контроле болести треба да буду интегрисани (или међусобно повезани), како би доступни ресурси имали што већи ефекат.
- Одлуке треба да се доносе на основу дате ситуације. То ће допринети да интервенције (подухвати који се предузимају у вези са денгом) буду од помоћи.
- Области које су посебно погођене проблемом денге, треба да добију помоћ како би биле у стању да се што боље самостално носе с овим проблемом.[13]

СЗО такође препоручује да се предузму све потребне мере ради контроле комараца и да би се спречили њихови уједи. Најбољи начин да се држе под контролом комарци „Едес египти“ јесте да се униште њихова станишта. Људи треба да воде рачуна да празне устајалу воду (како комарци не би полагали своја јаја у њу). Инсектициди или средства за биолошку контролу такође треба да се користе да би се комарци у овим областима држали под контролом. Научници мисле да прскање органофосфорним и пиретроидним инсектицидима не помаже. Стајаће воде треба да се исуше јер оне привлаче комарце и зато што становништво може да има здравствене проблеме уколико инсектициди доспеју у стајаћу воду. Да би спречили ујед комараца, људи треба да носе одећу која покрива цело тело. Такође, могу да користе репелентна средства (нпр. у облику спреја) која одбијају комарце. (Хемијско средство ДЕЕТ најбоље делује.) Препоручује се и да се кревет покрије мрежицом током спавања.

## Надзор
Не постоји неки посебан начин лечења денга грознице. У зависности од симптома болести, различитим људима потребна је различита терапија. Код неких људи долази до побољшања већ након узимања течности код куће, уз стално праћење од стране здравственог радника како би се осигурао напредак. Неким људима је потребно давање инфузије и трансфузије крви. Здравствени радник може одлучити да прими особу у болницу уколико има озбиљнијих знакова упозорења, а посебно онда када особа болује од неког хроничног обољења.
У случају када је зараженим особама потребно давање инфузионог раствора, обично је довољно да терапија траје само дан или два. Здравствени радник ће повећавати количину течности тако да особа излучује урин у одређеној количини (0.5–1 мл/kг/ч). Такође, количина течности се повећава све док се вредност хематокрита (количина гвожђа у крви) код оболелог, као и његови витални знаци, не врате у нормалу. Због ризика од крварења, здравствени радници покушавају да избегну инвазивне медицинске поступке, као што је назогастрична интубација (постављање цеви кроз нос у желудац), интрамускуларне инјекције (давање лека у виду инјекције у мишић), као и артеријска пункција (постављање игле у артерију). У случају појаве грознице и бола даје се ацетаминофен (Тиленол). Антиинфламаторне лекове, означене као НСАИЛ/нестероидни антиинфламаторни лек (као што су ибупрофен и аспирин), не би требало користити, због повећања могућности крварења. Требало би што пре започети трансфузију крви уколико су витални знаци код особе променљиви или одступају од нормале, као и онда када се смањује количина црвених крвних зрнаца у крви. У случају потребе за трансфузијом, требало би давати комплетну крв (крв која није разложена на своје саставне делове) или концентрована црвена крвна зрнца. Крвне плочице (изоловане из комплетне крви) и замрзнута свежа плазма се обично не препоручују.
Када је особа у фази опоравка од денге обично јој се више не даје инфузиона течност, како не би дошло до преоптерећења течношћу. Уколико дође до преоптерећења течношћу, али су витални знаци оболелог стабилни (не мењају се), довољно је само прекинути даље давање течности. Ако особа више није у критичном стању, може јој се дати диуретик Хенлеове петље, као што је фуросемид (ласекс). Ово ће помоћи одстрањивању вишка течности из пацијентовог крвотока.

## Изгледи
Већина људи која оболи од денге, опорави се и нема никакве накнадне проблеме. Без лечења, 1 до 5% заражених људи (1 до 5 на сваких 100) умире од денге. Ако је адекватан начин лечења, мање од 1% умире. Међутим, код људи са тешким обликом болести 26% умире (26 од сваких 100).
Денга је распрострањена у више од 100 земаља. Сваке године њоме се зарази од 50 до 100 милиона људи широм света. Она је такође узрочник и пола милиона хоспитализација , као и 12.500 до 25.000 смртних случајева широм света сваке године.
Денга је најраспрострањенија вирусна болест коју шире артроподе. Сматра се да је оптерећеност болешћу денга око 1600 година прилагођеном животу са инвалидитетом на милион становника. То значи да на сваких милион људи денга узрокује око 1600 изгубљених година живота. Ово је скоро иста оптерећеност болешћу коју узрокују неке дечје болести и тропске болести попут туберкулозе. Сматра се да је денга по значају међу тропским болестима одмах после маларије. Светска здравствена организација такође сматра денгу и за једну од 16 занемарених тропских болести (мислећи при том на то да денга није довољно озбиљно схваћена).
Денга је све распрострањенија широм света. У 2010. години денга је била 30 пута заступљенија него 1960. године. Сматра се да има неколико разлога који узрокују пораст распрострањености денге. Све више људи живи у градовима. Светска популација (број људи у свету) је у порасту. Већи број људи одлази на међународна путовања (између земаља). Сматра се да и глобално загревање игра улогу у порасту распрострањености денге.
Денга се најчешће јавља у областима око екватора. У областима где се јавља денга живи 2,5 милијарде људи. У области Азије и Пацифика живи 70% ових људи. У Сједињеним Државама 2,9% до 8% људи који се враћају са путовања из подручја где се јавља денга, а имају грозницу, заражено је током путовања. У овој групи људи, денга је по распрострањености, заразна болест одмах после маларије.

## Историја
О денги је први пут писано пре много година. У кинеској медицинској енциклопедији из династије Јин (која је постојала од 265. до 420. године нове ере) спомиње се особа која је највероватније имала денгу. У књизи је писано о „воденом отрову“који је имао везе са летећим инсектима. Такође постоје и писане белешке из 17. века (1600. године) о нечему што би могла бити епидемија денге (када се болест шири веома брзо у кратком временском периоду). Најранији веродостојни извештаји о денги потичу из 1779. и 1780. године. Ови извештаји говоре о епидемији која је похарала Азију, Африку и Северну Америку. Од тада па све до 1940. године, није било више епидемија.
Године 1906. научници су доказали да људи бивају инфицирани комарцима рода Едес. Године 1907. научници су изнели да је узрочник денге вирус. Ово је била тек друга болест за коју се показало да је изазвана вирусом. (Научници су већ раније доказали да је вирус узрочник жуте грознице.) Џон Бартон Клиленд и Џозеф Френклин Силер су наставили проучавање денга вируса и успели да спознају основе ширења вируса.
Денга је почела да се шири убрзано за време и после Другог светског рата. Сматра се да је то због тога што је рат мењао средину на разне начине. У нове области су се такође ширили различити типови денге. Људи су у прво време добијали хеморагичну денга грозницу. Овај тежак облик болести је први пут забележен на Филипинима 1953. године. До 1970-их, хеморагијска денга грозница је постала главни узрок смрти код деце. Почела је да се јавља такође и у области Пацифика и Америци. У то време, здравствени стручњаци су приметили да људи који су већ раније добили тип 1 вируса денга неколико година касније добијају и тип 2 вируса денга.

### Историја ове речи
Није сасвим јасно одакле потиче реч „денга“. Неки људи мисле да потиче из фразе Ka-dinga pepo у свахили језику . Ова фраза говори о болести која је изазвана злим духом. Сматра се да свахили реч „ dinga“ потиче из шпанског језика од речи „ dengue“. Ова реч значи „пажљиво“. Она се може користити да опише особу која пати од болова у костима због денга грознице, при чему тај бол чини да особа хода пажљиво. Међутим, такође је могуће да ова шпанска реч потиче од свахили речи, а не обрнуто.
Неки други сматрају да назив „денга“ потиче из Западне Индије. У Западној Индији, за робове оболеле од денге говорило се да стоје и ходају као „кицоши“. Због тога су ову болест такође звали и „грозница денди“.
Назив „костоломна грозница“ први пут је употребио Бенџамин Раш, лекар и један од (Очева оснивача) Сједињених држава. Године 1789, Раш је употребио име „костоломна грозница“ у извештају о 1780 случајева денге који су се појавили у Филаделфији. Раш је у извештају углавном користио формалнији назив „жучна ремитентна грозница“. Термин „денга грозница“ је почео више да се користи тек после 1828. године. Коришћени су и други називи за тежак облик денге, као на пример: инфективна тромбоцитопенична пурпура, филипинска, тајландска и сингапурска хеморагијска грозница.

## Истраживање
Научници и даље врше истраживања у вези са начинима превенције и лечења денге. Такође се баве и питањима контролисања комараца, прављења вакцина и лекова за борбу против вируса.
Чини се много једноставних ствари у погледу контролисања комараца. Нешто од тога је успешно. На пример, гупи рибе (Пецилија ретикулате) или Копеподе могу се ставити у стајаћу воду да једу ларве комараца (њихова јајашца).
Научници и даље раде на састављању вакцине, која ће заштитити људе од сва четири типа денге. Неки научници су забринути да би вакцина могла повећати ризик од ове тешке болести кроз „повећање зависности антитела“ . Најбоља могућа вакцина би имала неколико различитих карактеристика. Као прво, била би безбедна. Друго, њено дејство би се испољило већ после једне или две инјекције. Треће, пружала би заштиту од свих типова денга вируса. Четврто, не би узроковала појаву „повећања у зависности антитела“. Пето, била би једноставна за транспорт (преношење) и складиштење (чување докле год постоји потреба). Шесто, имала би ниску цену и била би исплатива (вредна трошкова). До 2009. године тестирано је неколико вакцина. Научници се надају да ће прва вакцина (или вакцине) бити комерцијално доступна (доступна за куповину) до 2015. године.
Научници настављају да раде и на прављењу антивирусних лекова за лечење напада денга грознице и спречавање појаве тешких компликација код људи. Они такође раде и на проучавању структуре протеина овог вируса. Ово би могло бити од помоћи при састављању одговарајуће терапије за лечење денге.